# Grzegorz Piramowicz

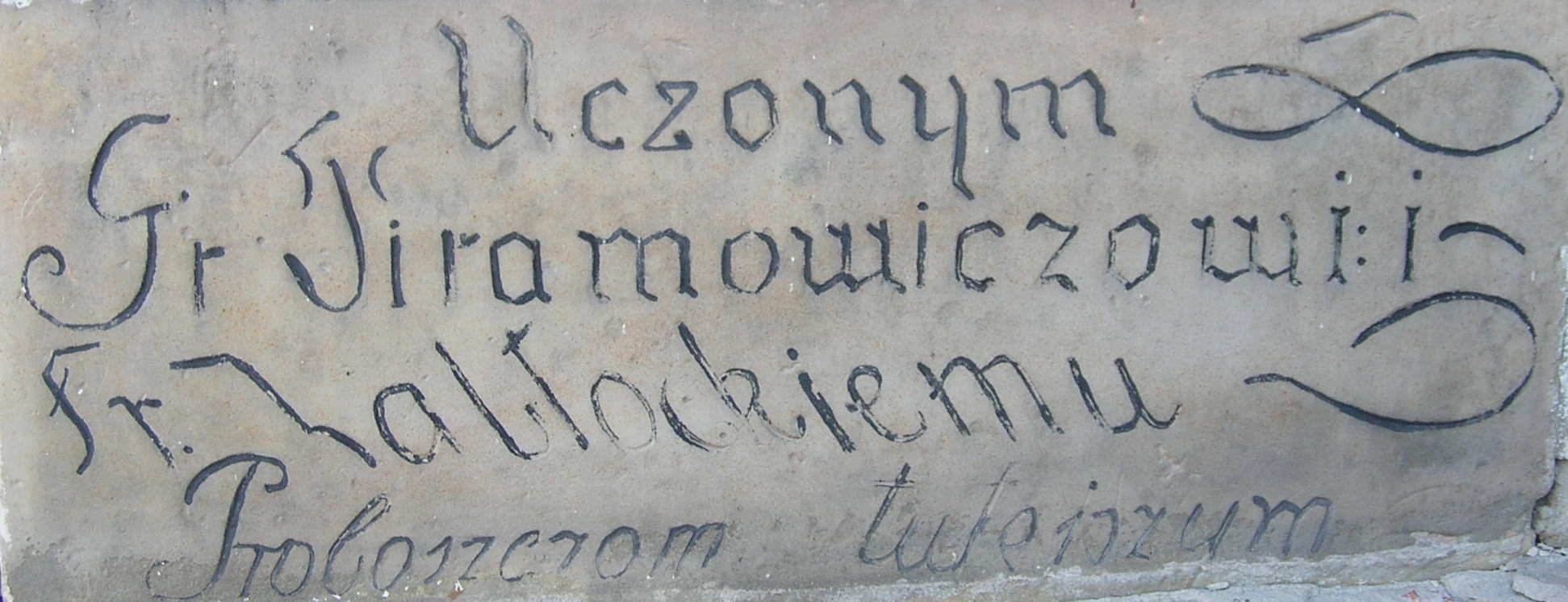
Tablica pamiątkowa ku czci Franciszka Zabłockiego i Grzegorza Piramowicza w kościele pw. Znalezienia Krzyża Świętego i św. Andrzeja w Końskowoli

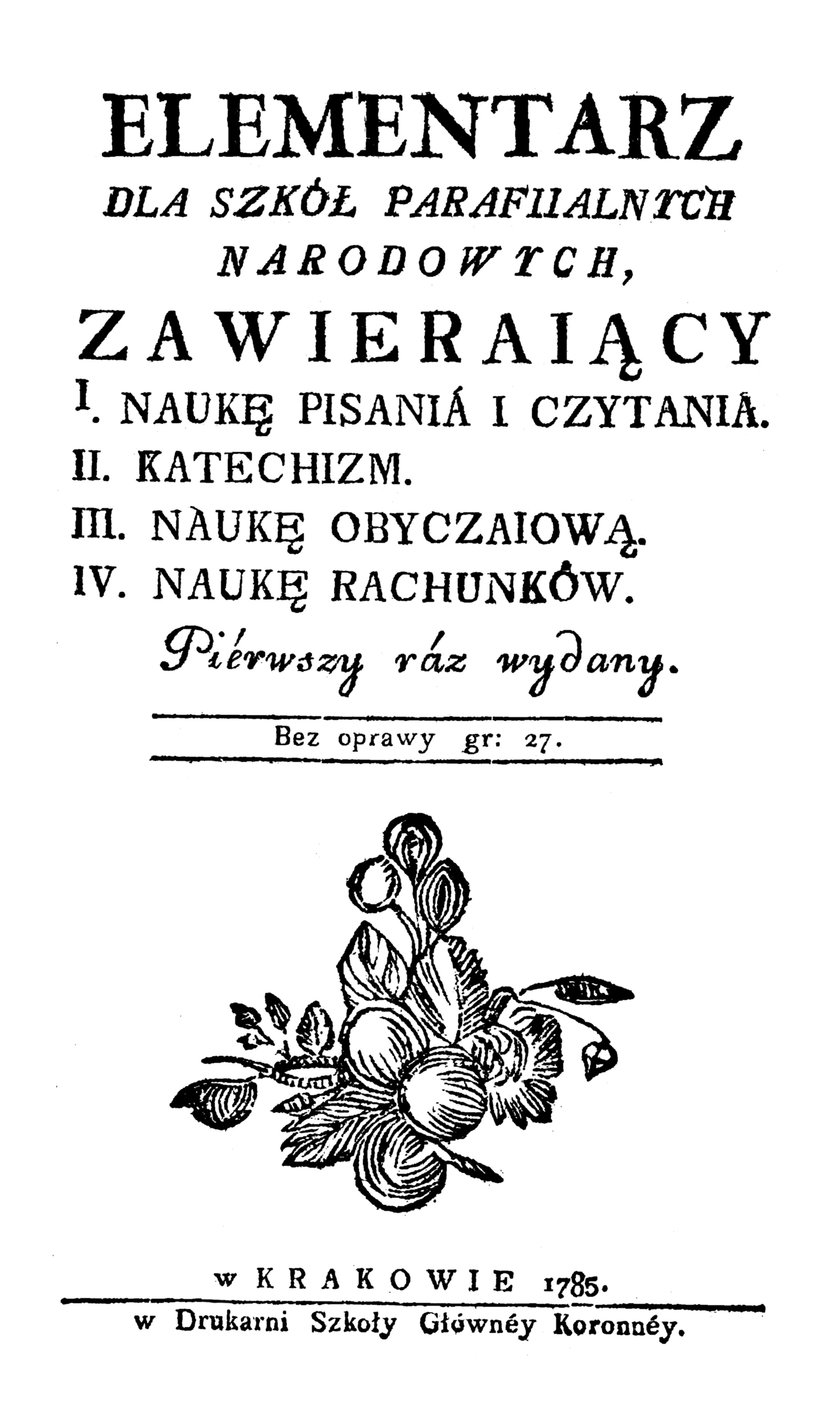
Elementarz dla szkół parafialnych wyd. przez Towarzystwo do Ksiąg Elementarnych w 1785.

Grzegorz Piramowicz,  Pisandro; Pyram (ur. 25 listopada 1735 we Lwowie, zm. 14 listopada 1801 w Międzyrzecu Podlaskim) – polski duchowny rzymskokatolicki, kaznodzieja, pedagog, działacz oświatowy, pisarz i poeta oświeceniowy, teoretyk wymowy i poezji, filozof, pochodzenia ormiańskiego.

## Życiorys
Urodził się we Lwowie, w ormiańskiej rodzinie kupieckiej, jako syn Jakuba, tytularnego sekretarza JKMci, i Anny z Nikorowiczów. Po ukończeniu nauki w kolegium jezuickim (kolegował się z Ignacym Krasickim), wstąpił do ich zakonu (10 sierpnia 1754), a nieco później został nauczycielem szkół publicznych we Lwowie. Po zakończeniu 3-letniego nowicjatu w Krakowie przebywał w latach 1757–1759 w Jurowicach nad Prypecią. W roku szkolnym 1759/1760 uczył poetyki w Łucku, a w roku 1760 studiował teologię we Lwowie. W roku 1764 uzyskał tytuł doktora teologii. W tym samym roku został kaznodzieją i profesorem teologii kolegium krzemienieckiego. W roku szkolnym 1766/1767 odbył „trzecią probację zakonną” w Jarosławiu, wkrótce potem powrócił do Lwowa. Dla ułatwienia nauki łaciny wydał w roku 1767, pod nazwiskiem swojego ucznia Potockiego (Franciszka Piotra lub Ignacego), Bajki Fedra. Nad łacińskim tekstem umieścił gramatyczny porządek (opis gramatyczny, odmianę), francuskie tłumaczenie i przypisy. Odbył kilka podróży zagranicznych (m.in. Francja w latach 1768–1770), w Rzymie (będąc wówczas opiekunem Kajetana, Pawła i Jana Potockich, kasztelaniców lwowskich) wykładał teologię moralną w tamtejszym kolegium jezuitów. Tam też złożył swe ostatnie ślubu zakonne (X/XI 1769) i nawiązał bliższe kontakty z Ignacym Potockim, kształcącym się w rzymskim kolegium Nazarenum. Do czasu kasacji zakonu należał do jezuitów. Przez niemal 3 lata (1771–1773) wykładał logikę w kolegium lwowskim, będąc jednocześnie kaznodzieją katedralnym. W roku 1771 debiutował na łamach czasopisma „Zabawy Przyjemne i Pożyteczne”, z którym współpracował do roku 1777.
Od roku 1774 był proboszczem w Kurowie (w parafii pw. Narodzenia Najświętszej Maryi Panny i św. Michała Archanioła), od 1785 równolegle także w Końskowoli (w parafii pw. św. Znalezienia Krzyża Świętego i św. Andrzeja Apostoła), a w 1797 roku pod naciskiem Austriaków zdał oba probostwa i przeniósł się do Międzyrzeca Podlaskiego.
Był profesorem filozofii w kolegium jezuickim we Lwowie. Uczestniczył w pracach Komisji Edukacji Narodowej, jednocześnie pełnił obowiązki sekretarza Towarzystwa do Ksiąg Elementarnych. W roku 1791 był jednym z założycieli Zgromadzenia Przyjaciół Konstytucji Rządowej.
Został desygnowany przez konfederację targowicką do zasiadania w Towarzystwie do Ksiąg Elementarnych. Od roku 1800 był członkiem Towarzystwa Przyjaciół Nauk.

## Twórczość
Ważniejsze prace: współautor i redaktor Ustaw Komisji Edukacji Narodowej, autor Nauki obyczajowej dla ludu, która stanowiła część Elementarza dla szkół parafialnych narodowych (1785), podręcznik Wymowa i poezja dla szkół narodowych, Powinności nauczyciela w szkole parafialnej (pełny tytuł: Powinności Nauczyciela, mianowicie zaś w Szkołach parafialnych, i sposoby ich dopełnienia. Dzieło użyteczne pasterzom, panom i ich namiestnikom, o dobro ludu troskliwym, rodzicom i wszystkich edukacyą bawiącym się, w Warszawie roku 1787). Mało znane jest krótko wydawane przez Piramowicza pismo Przestrogi dla czytających gazety, dzienniki, podróże..., będące zbiorem polemik z zarzutami wobec literatów włoskich, zawartych w wydawanych przez Piotra Świtkowskiego pismach.

### Dzieła i kazania
1. Dwa kazania domowe do zakonników miane[8] (Przemyśl 1767)
2. Wiersz w dzień dorocznej pamiątki koronacji Najjaśniejszego Króla Imci Stanisława Augusta... powszechną ojczyzny radość z ocalenia w nieszczęśliwym przypadku nieoszacowanego całemu królestwu życia oświadczający, „Zabawy Przyjemne i Pożyteczne” 1771 t. 4, cz. 2, s. 383–388 i osobno brak miejsca wydania 1771 (2 ody)
3. Wiersz z okoliczności imienin JKMci. Ojczyzna do Króla JMci, „Zabawy Przyjemne i Pożyteczne” 1772 t. 5, cz. 2, s. 315–326
4. Kazanie na wotywie dziękczynienia Panu Bogu za zachowanie Króla Imci z przypadku niesłychanego z dnia 3 na 4 listopada śpiewanej w katedralnym lwowskim kościele, Warszawa 1772
5. Do JWielmożnego JMci Pana Wacława Rzewuskiego... Wiersz swój na siedm psalmów pokutnych na światło publiczne wydającego 1773 (wiersz), wyd. w: W. Rzewuski: Wiersz na siedm psalmów pokutnych, Warszawa 1773
6. Na ogród Jaśnie Wielmożnego Potockiego, pisarza wielkiego W. Ks. Litewskiego (wiersz), „Zabawy Przyjemne i Pożyteczne” 1773 t. 8, cz. 1, s. 195–202
7. Przy rozstaniu się ze społecznością zakonną wiersz, „Zabawy Przyjemne i Pożyteczne” 1773 t. 8, cz. 2, s. 285–291 i odb.; także wyd. osobne (Warszawa 1773)
8. (Uniwersał ogłaszający) Ustanowienie Komisji nad edukacją młodzi narodowej szlacheckiej dozór mającej. Dan w Warszawie dnia 24 października r. 1773 (Warszawa 1773), przedr.: J. Lewicki: Ustawodawstwo szkolne za czasów Komisji Edukacji Narodowej, Kraków 1925, s. 1–5; S. Tync: Komisja Edukacji Narodowej. Wybór źródeł, Wrocław (1954) „Biblioteka Narodowa” seria I, nr 126, s. 24–30 (autorstwo wątpliwe; przypisywane przez Estreichera za W. Wisłockim, kwestionowane natomiast przez Lewickiego)
9. List do przyjaciela o Komisji Rzeczypospolitej nad edukacją narodową. Z Warszawy dnia 6 listopada 1773, Warszawa (1774, dwa wydania); przedr. S. Tync jak wyżej poz. 8, s. 359–368
10. Z okoliczności oddanej buławy polnej koronnej... Sewerynowi Rzewuskiemu, „Zabawy Przyjemne i Pożyteczne” 1774 t. 9, cz. 1, s. 151–157 i odb.; także wyd. osobne (Warszawa brak roku wydania, pod krypt. G. P.)
11. List pewnego nauką znakomitego męża do tłumaczów księgi doktorskiej pana Tissot pod tytułem: Rada dla pospólstwa względem zdrowia jego, po wydanym dziele pisany die 25 Jan. 1774, „Zabawy Przyjemne i Pożyteczne” 1774 t. 10, cz. 2, s. 354–361 i odb.; także wyd. osobne (Warszawa brak roku wydania); przedr. w: S.A. Tissot: Rada dla pospólstwa względem zdrowia jego, Warszawa 1777
12. Ustanowienie Towarzystwa do Ksiąg Elementarnych, „Gazeta Warszawska” 1775 nr 19 Addytament; przedr.: W. Wisłocki: Poczet chronologiczny prac... G. Piramowicza, „Rozprawy AU Wydział Filologiczny” t. 5 (1877), s. 301–307; T. Wierzbowski: Protokoły posiedzeń Towarzystwa do Ksiąg Elementarnych 1775–1792, Warszawa 1908 „Komisja Edukacji Narodowej” nr 36, s. 1–4; S. Tync jak wyżej poz. 8, s. 64–70; przekł. francuski (1778)
13. Uwagi o nowym instrukcji publicznej układzie przez Komisję Edukacji Narodowej uczynionym (Warszawa 1776), przedr.: Z. Kukulski: Pierwiastkowe przepisy pedagogiczne Komisji Edukacji Narodowej z l. 1773–1776, Lublin 1923, s. 140–158; S. Kot: Źródła do historii wychowania t. 2, Warszawa 1930, s. 147–158; S. Tync jak wyżej poz. 8, s. 161–183; fragm.: B. Suchodolski: Idee społeczne doby stanisławowskiej, Warszawa 1948, s. 188; J. Lubieniecka: Reforma programu szkolnego Komisji Edukacji Narodowej, Warszawa (1962) s. 55–57, 82–83, 129–132
14. Wiersze z pewnego manuskryptu wyjęte (Do straconej wolności; Wolność przywrócona; Język zgadzającym się oczom z myślą jest przeszkodą; Przyczyna smutnych myśli; Przemowa do snu; Nadzieja bojaźń zwycięża; Apostrofa do Fillidy; Fillida Elpina... chwali; Elpin Fillidzie odpowiada; Melancholia kochającego się), „Zabawy Przyjemne i Pożyteczne” 1776 t. 14, cz. 1, s. 109–153
15. Mowa w dzień rocznicy otwarcia Towarzystwa do Ksiąg Elementarnych na sesji dnia 7 marca 1776. Przez... sekretarza Komisji Edukacji Narodowej w tymże Towarzystwie miana, „Zabawy Przyjemne i Pożyteczne” 1776 t. 14, cz. 1, s. 189–202 i odb.; także wyd. osobne Warszawa (1776); wyd. następne zobacz Wydania zbiorowe poz. 1; fragmenty przedr. Z. Florczak, L. Pszczołowska w: Ludzie Oświecenia o języku i stylu t. 2, Warszawa 1958; przekł. francuski (1778)
16. Mowa w dzień rocznicy otwarcia Towarzystwa do Ksiąg Elementarnych na sesji dnia 7 (faktycznie: 8) marca 1777..., „Zabawy Przyjemne i Pożyteczne” 1777 t. 15, cz. 1, s. 116–135 i odb.; także wyd. osobne Warszawa (1777); wyd. następne zobacz Wydania zbiorowe poz. 1; fragmenty przedr. Z. Florczak, L. Pszczołowska jak wyżej poz. 15; J. Lubieniecka jak wyżej poz. 13, s. 83–85; przekł. francuski (1779)
17. Mowa w dzień rocznicy otwarcia Towarzystwa do Ksiąg Elementarnych na sesji dnia 7 marca 1778..., Warszawa (1778); wyd. następne zobacz Wydania zbiorowe poz. 1; fragmenty przedr. Z. Florczak, L. Pszczołowska jak wyżej poz. 15; J. Lubieniecka jak wyżej poz. 13, s. 68–73
18. Mowa w dzień rocznicy otwarcia Towarzystwa do Ksiąg Elementarnych na sesji dnia 8 marca 1779..., Warszawa (1779); wyd. następne zobacz Wydania zbiorowe poz. 1; fragmenty przedr. Z. Florczak, L. Pszczołowska jak wyżej poz. 15
19. Krótka wiadomość o bagnach pontyjskich i osuszeniu onychże przez dzisiejszego papieża przedsięwziętym, spisana podczas podróży na toż miejsce r. 1780, rękopis: Biblioteka Narodowa, nr akc. 6927 (z Archiwum Wilanowskiego, sygn. 191)[9]
20. Projekt. Ustawy Komisji Edukacji Narodowej dla stanu akademickiego i na szkoły w krajach Rzeczypospolitej przepisane, brak miejsca wydania 1781; wyd. następne całkowicie zmienione pt. Ustawy Komisji Edukacji Narodowej, Warszawa 1783; wyd. 2 Wilno 1819; wyd. następne m.in.: wyd. S. Sobieski, Lwów 1872; Warszawa 1902; wyd. S. Tync jak wyżej poz. 8, s. 561–723; fragmenty przedr. S. Kot: Źródła do historii wychowania t. 2, Warszawa 1930, s. 168–179; wyd. zmienione pt. Ustawy Komisji Edukacji Narodowej dla stanu akademickiego i na szkoły w krajach Rzeczypospolitej przepisane (2 lutego 1790), z rękopisu Biblioteki Zamoyskich i Biblioteki Czartoryskich ogł. J. Lewicki jak wyżej poz. 8, s. 209–330 (praca zbiorowa, w której Piramowicz był głównym autorem)
21. Mowa miana w dzień rocznicy otwarcia Towarzystwa do Ksiąg Elementarnych na sesji dnia 7 marca 1781..., Warszawa (1781); wyd. następne zobacz Wydania zbiorowe poz. 1, 2; fragmenty przedr.: S. Tync jak wyżej poz. 8, s. 59–63, 401–403; Z. Florczak, L. Pszczołowska jak wyżej poz. 15; przekł. francuski (brak roku)
22. Mowa miana w dzień rocznicy otwarcia Towarzystwa do Ksiąg Elementarnych na sesji dnia 7 marca 1782..., Warszawa (1782); wyd. następne zobacz Wydania zbiorowe poz. 1; przedr.: S. Kot jak wyżej poz. 13, s. 158–167; fragmenty przedr. J. Lubieniecka jak wyżej poz. 13, s. 85–86
23. Mowa miana w dzień rocznicy otwarcia Towarzystwa do Ksiąg Elementarnych na sesji dnia 7 (faktycznie: 8) marca 1783..., Warszawa (1783); wyd. następne zobacz Wydania zbiorowe poz. 1; fragmenty przedr.: S. Tync jak wyżej poz. 8, s. 50–52, 73–76; J. Lubieniecka jak wyżej poz. 13, s. 76–77
24. Mowa miana w dzień rocznicy otwarcia Towarzystwa do Ksiąg Elementarnych na sesji dnia 10 marca 1785..., Warszawa (1785); wyd. następne zobacz Wydania zbiorowe poz. 1; fragmenty przedr. J. Lubieniecka jak wyżej poz. 13, s. 81
25. Nauka obyczajowa dla ludu, wyd. w: Elementarz dla szkół parafialnych narodowych, Kraków 1785; także wyd. następne: wyd. 2 Kraków 1792; wyd. 3 Wilno 1808; „wyd. 3" Kraków 1810[10]; Wilno 1820; wyd. Z. Kukulski, Lublin 1930[11]; wyd. osobne: Warszawa 1800; Warszawa 1802 (2 wydania); Warszawa 1808; Poznań 1808; Warszawa 1811; Warszawa 1814 (2 wydania); Wilno 1825; Wilno 1826[12]; Wilno 1827; brak miejsca wydania 1828; Warszawa 1829; Wilno 1830; Kraków 1843; Lwów 1845; Warszawa 1862; Kraków 1876; Chyrów 1938
26. Mowa miana w dzień rocznicy otwarcia Towarzystwa do Ksiąg Elementarnych na sesji dnia 7 (faktycznie: 8) marca 1786..., Warszawa (1786); wyd. następne zobacz Wydania zbiorowe poz. 1; fragmenty przedr.: S. Tync jak wyżej poz. 8, s. 63–64; J. Lubieniecka jak wyżej poz. 13, s. 62–64
27. Powinności nauczyciela mianowicie zaś w szkołach parafialnych i sposoby ich dopełnienia, Warszawa 1787; wyd. następne: Wilno 1801; przeróbka pt. Instrukcja dla nauczycieli szkół początkowych, oprac. J. Lipiński, Warszawa 1817[13], także Wilno 1819, także Kraków 1820, także Poznań 1849; wyd. 2 Kraków 1850; wyd. S. Sobieski, Lwów 1872 „Biblioteka Pedagogiczna i Dydaktyczna” seria II; wyd. 9 Lwów 1894  „Biblioteka dla Nauczycieli Szkół Ludowych” nr 18; według pierwodruku wyd. W. Osterloff, Warszawa 1919 „Skarbnica Pedagogiczna” nr 1; brak miejsca wydania 1920; wyd. 11 oprac. W. Kucharski, Lwów 1923, także Lwów 1927; wyd. 13 Lwów 1930; według pierwodruku wyd. T. Mizja, Warszawa 1958 „Biblioteczka Tekstów Pedagogicznych; jak wyżej wyd. K. Mrozowska, Wrocław (1958) „Biblioteka Narodowa” seria I, nr 171, także wyd. 2 Wrocław (1959); fragmenty przedr. S. Tync jak wyżej poz. 8, s. 226–228, 280–285 (Wisłocki przypuszcza iż fragment Powinności... był napisany i wydany drukiem już w roku 1785)
28. Przestrogi dla czytających pisma historyczno-polityczne, jako to pamiętniki, dzienniki, wojaże, geografie i tym podobne, Warszawa 1787 wyd. anonimowe będące polemiką z czasopismem „Pamiętniki Historyczne i Polityczne”
29. Mowa miana w dzień rocznicy otwarcia Towarzystwa do Ksiąg Elementarnych na sesji dnia 12 (faktycznie: 15) marca 1788..., Warszawa (1788); wyd. następne zobacz Wydania zbiorowe poz. 1, 2
30. Przemowa do wojska w obozie pod Gołębiem przy święceniu sztandarów, Warszawa (1791); Lublin (1791)
31. Uniwersał do narodu pod dniem 29 maja 1792, brak miejsca wydania (1792)
32. Uniwersał zachęcający młódź edukującą się w szkołach do błagania Boga o odwrócenie nieszczęść i klęsk od ojczyzny. Dan w Warszawie na sesji ordynacyjnej w Pałacu Rzeczypospolitej Krasińskich zwanym, dnia 31 miesiąca maja r. 1792 (Warszawa 1792); przedr. S. Kot jak wyżej poz. 13, s. 205–206
33. Wymowa i poezja dla szkół narodowych cz. 1, Kraków 1792[14]; wyd. 2 Wilno 1792; cz. 2, Kraków (1815[15], według „Pamiętnik Warszawski” 1818 t. 10, s. 142; 1817); cz. 3, Kraków 1819[16]; fragmenty przedr.: I. Szydłowski w: Przykłady stylu polskiego t. 1, Wilno 1827; B. Suchodolski w: Nauka polska w okresie Oświecenia (Warszawa) 1953, s. 387–395; S. Tync jak wyżej poz. 8, s. 189–192; Z. Florczak, L. Pszczołowska jak wyżej poz. 15, t. 1; J. Lubieniecka jak wyżej poz. 13, s. 118–125; rękopis fragm. w Bibliotece Narodowej, nr akc. 6941 (z Archiwum Wilanowskiego, sygn. 220)
34. Myśli do odezwy Deputacji, z rękopisu Ossolineum sygn. 1779 ogł. S. Borowski: Kodeks Stanisława Augusta, Warszawa 1938, s. 66–74 (współautor: F. K. Dmochowski)
35. Myśli do prospektu Kodeksu, z rękopisu PAU sygn. 184 ogł. S. Borowski: Kodeks Stanisława Augusta, Warszawa 1938, s. 75–90 (współautor: F. K. Dmochowski)
36. Piosenki dla pociechy ludu przedrukowane druk ten widział J.P. Woronicz; inform. W. Wisłocki jak wyżej poz. 12, s. 443–444
37. Książka użyteczna dla ludu (tytuł według W. Wisłockiego), niewydana, rękopis zaginął; materiały i notaty do niej zawiera rękopis Biblioteki Narodowej, nr akc. 6941 (z Archiwum Wilanowskiego, sygn. 220) pt. Do książki pożytecznej dla wieśniaków przykłady moralne i powieści ciekawe, bajeczki, przypowieści.

Ponadto W. Wisłocki (jak wyżej poz. 12) wymienia jeszcze inne pozycje, których egzemplarzy dotychczas nie odnaleziono, m.in.: Uwagi rękopiśmienne o sposobie prowadzenia nauk 1775 – O ułożeniu książki elementarnej na szkoły wiejskie 1777 (Z. Kukulski we wstępie do Elementarza dla szkół parafialnych narodowych..., Lublin 1930, s. VII–VIII, pisze iż na zebraniu Towarzystwa 4 marca 1777 Piramowicz podobny projekt czytał) – Pieśni nabożne tłumaczone z łacińskiego na polski język dla parafian; Bibliografia Lewickiego notuje też nieodnalezione dzieło Piramowicza: Zbiór nauki chrześcijańskiej 1794.
Wiele natomiast pism odnotowywanych przez Wisłockiego jako nieodszukane ogł. J. Lewicki (Ustawodawstwo szkolne za czasów Komisji Edukacji Narodowej...), kwestionując jednak autorstwo Piramowicza. Przykładem może być Obwieszczenie od Komisji Edukacji Narodowej względem napisania książek elementarnych dla szkół wojewódzkich  1775 – przypisuje I. Potockiemu.
Ponadto w „Zabawach Przyjemnych i Pożytecznych” (1771–1776) Piramowicz ogłosił szereg wierszy drobniejszych. W rękopisie Biblioteki Narodowej (BOZ, sygn. 1492, k. 10–11) znajduje się nieznany wiersz Piramowicza: Schronienie muzom (inc.: Dokąd, strwożone muzy, biegniecie?), powstały przed wrześniem 1793. Wiersze jego autorstwa zachowane są także w rękopisie Biblioteki Jagiellońskiej, sygn. 7882 IV.

### Przekłady
1. F.M. Leśniewski: Carmen nuptiale illustrissimis excellentissimisque sponsis Joanni Chodkiewicz, senatorio Samogitiae praefecto... et Ludovicae Rzewuska, lectissimae palatini Cracoviensis, campestris copiarum Regni ductoris filiae, Podhorce 1766
2. Phaedrus: Bajki wybrane po łacinie, po polsku i po francusku, przełożenie nowe z przypisami, Lwów 1767 (na początku: Krótkie zebranie nauk o apologu, czyli bajce); druk dedykowany I. Potockiemu, „ukochanemu bratu”, pod dedykacją podpisany Jan Potocki, kasztelanic lwowski; przekład ten uchodził współcześnie (według J. Albertrandiego i J.E. Minasewicza) za pracę Piramowicza, nauczyciela kasztelaniców lwowskich; porównaj też Estreicher XXIV (1912) 216.
3. M. Furgault: Dykcjonarz starożytności dla szkół narodowych, Warszawa 1779[17] (2 wydania); wyd. następne rozszerzone: Połock 1807.

### Prace edytorskie
1. Wypisy z autorów klasycznych do nauk w szkołach narodowych stosowane (t. 1–2 na kl. 1–2), brak miejsca wydania 1777; wyd. następne t. 1 na kl. 1: Warszawa 1781; Warszawa 1782; Kraków 1787; wyd. 5 Kraków 1789; wyd. 6 Kraków 1791; brak miejsca i roku wydania; Wilno 1796; Wilno 1798; wyd. następne t. 2 na kl. 2: Warszawa 1780; Warszawa 1781; „wyd. 2" Kraków 1783; „wyd. 3" Kraków 1784; Kraków 1788; Wilno 1793; Warszawa 1795; Wilno 1796; Berdyczów 1797; Wilno 1798
2. M.J. Mniszech, J. Szymanowski, A.K. Czartoryski: Listy krytyczne o różnych literatury rodzajach i dziełach (dodatek do) A.K. Czartoryski: Kawa. Komedia w 1 akcie, Warszawa 1779.

### Wydania zbiorowe
1. Mowy miane w Towarzystwie do Ksiąg Elementarnych w l. 1776–1788 (wyd. W. Wisłocki), Kraków 1889 „Biblioteka Pedagogiczna Towarzystwa Nauczycieli Szkół Wyższych” nr 2 (zawartość: Ważniejsze dzieła i kazania poz. 15–18, 21–24, 26, 29)
2. Powinności nauczyciela oraz wybór mów i listów, oprac. K. Mrozowska, Wrocław (1958) „Biblioteka Narodowa” seria I, nr 171; wyd. 2 Wrocław (1959), (zawartość: Ważniejsze dzieła i kazania poz. 21, 27, 29; Listy poz. 1–2, 4).

### Listy i materiały
1. Do Pelagii Potockiej z lat 1768–1770, rękopis: Archiwum Główne Akt Dawnych (Zbiory Roskie, pudło 48, nr 29); list z Rzymu z 8 kwietnia 1769 ogł. K. Mrozowska, zobacz Wydania zbiorowe poz. 2
2. Do brata, Piotra Piramowicza, z roku 1773, rękopis: Archiwum Główne Akt Dawnych (Zbiory Roskie, pudło 73, nr 104, 204); fragmenty ogł. K. Mrozowska, zobacz Wydania zbiorowe poz. 2 (wstęp)
3. Do G. Heynego z roku 1776, do M. Zaleskiego 2 listy z lat 1789–1790, do H. Kołłątaja 7 listów z lat 1789–1792; ogł. W. Wysocki, „Rozprawy AU Wydział Filologiczny” t. 5 (1877), s. 317–318, 417–433
4. Do I. Potockiego z lat 1779–1794 oraz do A.K. Czartoryskiego z roku 1779; rękopis: Archiwum Główne Akt Dawnych (Archiwum Wilanowskie, sygn. 279 b); fragmenty ogł.: W. Wisłocki: G. Piramowicza proboszcza kurowskiego listy z podróży do Włoch r. 1779–1780 pisane do I. Potockiego, „Rozprawy AU Wydział Filologiczny” t. 5 (1877), s. 353–369; K. Mrozowska zobacz Wydania zbiorowe poz. 2; J. Platt: Sielanki i poezje sielskie Adama Naruszewicza, Wrocław 1967 „IBL PAN. Studia z Okresu Oświecenia” nr 6, s. 60–61
5. Do I. Czartoryskiej z lat 1786–1802, rękopis: Biblioteka Czartoryskich, sygn. III 1961
6. Do P. Milewskiego z lat 1790–1791, rękopis znajdował się w Bibliotece Narodowej (depozyt Prezydenta, nr 422), zniszczone w roku 1944
7. Do M. Molskiego z roku 1801, ogł. T. Wierzbowski w: Materiały do dziejów piśmiennictwa polskiego t. 2, Warszawa 1904
8. Do S.K. Potockiego, rękopis znajdował się w Bibliotece Narodowej (depozyt Prezydenta, pudło V), zniszczony w roku 1944
9. Do Jana Śniadeckiego, rękopis: Biblioteka Jagiellońska, sygn. 4041
10. Od F.M. Leśniewskiego, M. Piramowicza, W. Rzewuskiego i in. z lat 1759–1774; rękopis znajdował się w Bibliotece Narodowej (depozyt Prezydenta, nr 421), zniszczony w roku 1944
11. Od Pelagii Potockiej, z 2 grudnia 1773, rękopis: Archiwum Główne Akt Dawnych (Zbiory Roskie, pudło 37, nr 148)
12. Od D. Pilchowskiego (prawdopodobnie do Piramowicza), rękopis: Biblioteka Jagiellońska, sygn. 5335/7
13. Pismo Piramowicza z Tyburu z 21 października 1769, udzielające plenipotencję Grzegorzowi Nikorowiczowi do rozporządzania majątkiem po zmarłym Jakubie Piramowiczu, ojcu pisarza; ogł. A. Knot w: Nowe przyczynki do biografii ks. G. Piramowicza, „Przegląd Powszechny” t. 210 (1936) i odb. (tam też inne dokumenty dot. rodziny pisarza)
14. Odpis metryki chrztu, w: Liber metricae novitiorum Societatis Jesu (1709–1773), rękopis: Ossolineum, sygn. 100/II, k. 79 v.

Inne materiały dot. działalności Piramowicza jako proboszcza znajdują się w Państwowym Archiwum w Lublinie: Księgi Miejskie Kurowa nr 11, s. 364–466, 5 października 1777; nr 12, s. 182, 19 maja 1778; s. 190, 21 maja 1778; s. 294, 8 czerwca 1778.
Bardziej szczegółową bibliografię twórczości Piramowicza podają: W. Wisłocki: Poczet chronologiczny prac... G. Piramowicza, „Rozprawy AU Wydział Filologiczny” t. 5 (1877) i odb.; J. Lewicki: Bibliografia druków odnoszących się do Komisji Edukacji Narodowej, „Muzeum” 1907 i odb. (Lwów 1908, s. 85–91).

## Upamiętnienie
Wizerunek Piramowicza widnieje na jednym z trzech znaczków pocztowych wydanych w 1946 r. w celu upamiętnienia Komisji Edukacji Narodowej
W Gdańsku, Gliwicach, Kędzierzynie-Koźlu, Kielcach, Kurowie, Lubaniu, Łodzi, Nowym Sączu, Puławach, Radomsku, Szczecinie, Wrocławiu oraz Warszawie istnieją ulice imienia Grzegorza Piramowicza, wiele szkół w Polsce ma go za patrona.